# Enmerkar e Enshuhgirana
Enmerkar e En-suhgir-ana (noto anche come Enmerkar e Ensuhkeshdanna) è un testo di letteratura sumera che appare come un seguito di Enmerkar e il signore di Aratta, ed è secondo di una serie di quattro canti, che descrive le diatribe di Aratta contro Enmerkar, signore di Unug e Kulaba, e il suo successore Lugalbanda, padre di Gilgamesh.

## Sinossi
Il nome del Signore di Aratta, che non è mai apparso nel poema epico Enmerkar e il signore di Aratta, qui è fornito in una breve introduzione. Tra gli studiosi, la prima lettura del carattere cuneiforme corrispondente a questo nome, Ensuhgirana, gode ancora di considerazione, a fianco della più recente lettura di questo come Ensuhkeshdanna. L'introduzione dà anche il nome del Visir di Ensuhkeshdanna, Ansigaria, e quello di Enmerkar, Namena-tuma. Enmerkar è il Signore dei Unug e Kulaba, descritta come la città che sale dal cielo alla terra [sic].
A seguito di questa introduzione, la trama si apre con Ensuhkeshdanna che detta un messaggio al suo inviato, da consegnare a Unug, chiedendo che Enmerkar si sottometta ad Aratta, e vantando che i suoi legami con la dea Inanna sono superiori a quelli di Enmerkar.
L'inviato arrivò fino a Unug e consegnò questo messaggio. Enmerkar rispose che Inanna soggiorna presso il tempio con lui, e che ella non vuole recarsi in Aratta almeno per cinque o dieci anni, e Enmerkar risponde inoltre a Ensuhkeshdanna che egli vanta una serie di creative provocazioni sessuali fatte a lui dalla dea stessa (anche se lei non è un anatroccolo, lei grida come se lo fosse).
Quando, infatti, il messaggero di Aratta ritorna con questa risposta, Ensuhkeshdanna è perplesso e si sente sconfitto. I suoi consiglieri gli suggeriscono di fare marcia indietro nel confronto con Enmerkar. Tuttavia, egli giura di non sottomettersi ad Enmerkar, neanche se Aratta venisse da questo completamente distrutta.
A questo punto, un mago di nome Urgirinuna si rifugia ad Aratta, a seguito della distruzione della sua terra di origine, Hamazi. Urgirinuna promette al Gran Visir, Ansigaria, che egli può far sì che Enmerkar si sottometta ad Aratta. Ansigaria accetta di finanziare questa missione, e il mago quindi procede verso Eresh, la città di Nisaba, dove riesce in qualche modo a sabotare il bestiame da latte di Enmerkar.
Questo atto di sabotaggio del mago fu scoperto dagli allevatori di bestiame, Mashgula e Uredina, che poi pregarono Utu, il dio del sole, per chiedere aiuto. Egli inviò una maga di Eresh chiamata "Donna Saggia Sagburu", che batte in stregoneria Urgirinuna in una serie di sfide: ogni volta Urgirinuna crea magicamente un animale trasformando le acque in uova di pesce, e successivamente Sagburu ricrea un predatore acquatico allo stesso modo, che poi mangia gli animali che Urgirinuna stesso ha prodotto. Dopo che ella ha sconfitto Urgirinuna con la sua più potente magia, Sagburu si rifiuta di risparmiargli la vita, e lo getta nel fiume Eufrate.
Quando Ensuhkeshdanna ne viene a conoscenza, egli ammette la sconfitta e si sottomette alla Enmerkar. Il resto del testo è troppo frammentario per essere interpretato.